# Calagem

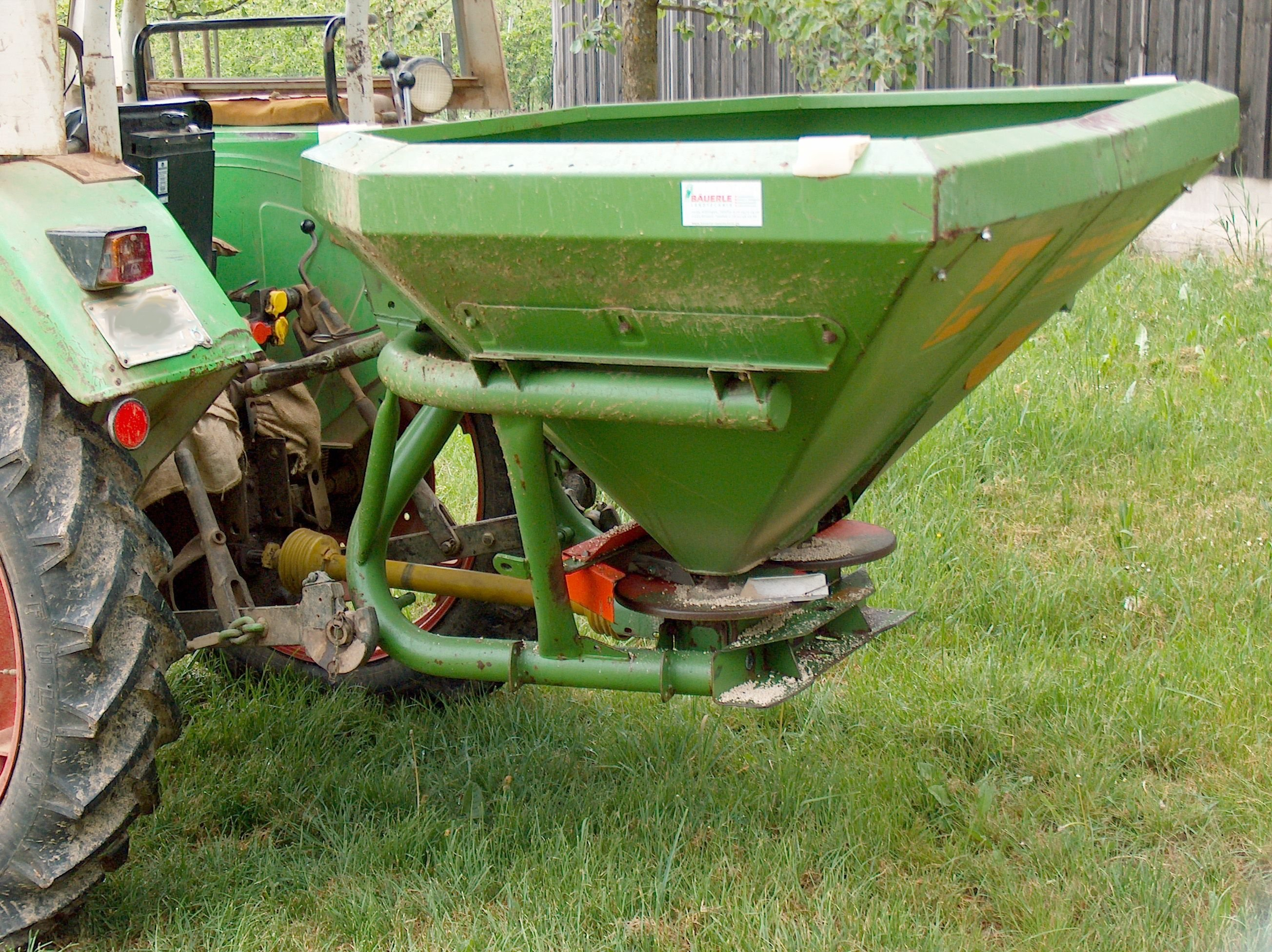
Implemento agrícola para distribuição de calcário por um disco rotativo ligado na tomada de força do trator

Calagem é a etapa do preparo do solo para cultivo agrícola na qual se aplica calcário com os objetivos de elevar os teores de cálcio e magnésio, neutralização do alumínio trivalente (elemento tóxico para as plantas) e corrigir o pH do solo, para um desenvolvimento satisfatório das culturas.
Agronomicamente a necessidade de calagem é calculada por 3 métodos distintos, tomados como base a análise de solo, são eles: método da Embrapa, método do IAC e método pH-SMP.
A acidez no solo é um problema comum a quase todas as regiões brasileiras, e a tendência, se não for corrigida, é ampliar-se sobretudo nas regiões de solos arenosos sujeitos a altas precipitações e cultivos intensivos.
Há no Brasil, aproximadamente 285 milhões de hectares de terras cultiváveis, dos quais 40 ou 50 milhões necessitam de correção de acidez. A calagem pode ser feita de forma mecânica, com o uso de equipamentos, ou manualmente, através do espalhamento do calcário pelo solo.

## Efeitos da Calagem
Praticamente, só os solos com pH abaixo de 5,5 e superior a 7,0 apresentam problemas relacionados com a disponibilidade de alguns nutrientes, com a toxidez de outros, com a estrutura do solo, com a vida microbiana e simplificação da matéria orgânica, fixação de nitrogênio e enxofre, etc. A calagem pode ter alguns efeitos colaterais, dependendo da forma como é realizada e do tipo de calcário utilizado.
Os efeitos da calagem poderiam ser resumidos da seguinte maneira:

### Efeitos Físicos
- Melhoria da estrutura pela granulação das partículas (estrutura, porosidade, permeabilidade, aeração).

### Efeitos Químicos
- Controle de pH (Controle da acidez)
- Eliminação do alumínio trivalente
- Aumento da disponibilidade e assimilação do Cálcio, Magnésio, Fósforo e Molibdênio;
- Diminuição da solubilidade do Alumínio, Ferro e Manganês (esses elementos, além de dificultarem o aproveitamento de alguns nutrientes pela planta, ainda podem se tornar tóxicos).

### Efeitos Biológicos
- Estímulo ao desenvolvimento da vida microbiana.

### Efeitos Colaterais da Calagem
- Modificação do pH do solo: A calagem pode alterar o pH do solo de forma significativa, o que pode afetar a disponibilidade de nutrientes para as plantas e alterar a atividade de alguns microrganismos.
- Alteração da composição química do solo: A calagem pode alterar a concentração de cálcio, magnésio e outros nutrientes no solo, o que pode afetar a disponibilidade de nutrientes para as plantas.
- Influência na atividade de microrganismos: A calagem pode afetar a atividade de alguns microrganismos no solo, o que pode ter efeitos indiretos na fertilidade e na saúde das plantas.
- Efeitos na germinação de sementes: Alguns estudos mostram que a calagem pode afetar a germinação de algumas sementes, principalmente em solos muito ácidos.
- Efeitos na germinação de plantas invasoras: A calagem pode favorecer a germinação e o crescimento de plantas invasoras, especialmente em solos muito ácidos.

É importante destacar que os efeitos colaterais da calagem podem variar de acordo com o tipo de calcário utilizado, a forma como ele é aplicado e as condições do solo.  Por isso, é importante realizar uma análise do solo antes da calagem e seguir as recomendações de um profissional certificado.

## Alternativas a Calagem
O uso do gesso em áreas de Cerrado tem sido comprovado como eficaz para aumentar os teores de cálcio e enxofre, além de diminuir a saturação de alumínio nas camadas subsuperficiais do solo. Isso cria condições químicas mais favoráveis para o crescimento das raízes em solos ácidos, permitindo que as plantas exploram mais volume de solo e absorvem mais água e nutrientes. O gesso é mais solúvel e móvel no solo do que o calcário, o que explica esses efeitos positivos.
As culturas tendem a ser mais receptivas à aplicação de gesso quando o teor de cálcio nas camadas subsuperficiais do solo (entre 20 cm e 60 cm de profundidade) é inferior a 0,5 cmolc/dm3 e a saturação de alumínio na CTC efetiva é superior a 20%. Isso inclui o feijão. No entanto, é importante observar que a aplicação de gesso pode levar a uma deficiência de magnésio em solos com teores baixos desse nutriente (inferiores a 0,5 cmolc/dm3).
Isso ocorre porque o gesso promove a movimentação do magnésio para camadas mais profundas do solo, o que pode ser benéfico em solos com disponibilidade adequada de magnésio na camada superficial, mas pode causar deficiência em solos com baixos teores desse nutriente.
Diante dessa situação, é aconselhável aplicar gesso após a calagem com calcário dolomítico. Se houver deficiência de magnésio e o pH e a saturação por bases da camada superficial do solo já tiverem sido corrigidos, é recomendado adicionar fertilizantes que contenham magnésio para suprir as necessidades nutricionais das plantas.